# Білка та Стрілка. Бешкетна сімейка
«Білка та Стрілка. Бешкетна сімейка»  (рос. «Белка и Стрелка. Озорная семейка») — російський комп'ютерний анімаційний серіал. Прем'єра мультсеріалу відбулася 11 квітня 2011 року на телеканалі «Росія-1» у дитячій вечірній передачі «На добраніч, малюки!». Серіал створений російською анімаційною студією «КіноАтіс», за державної фінансової підтримки Міністерства культури Російської Федерації (МКРФ). Дії фільму розгортаються в СРСР, навколо трьох головних героїв — цуценят, які є дітьми головних героїв російського повнометражного анімаційного мультфільму «Зоряні собаки: Білка та Стрілка».

## Сюжет
Рекс, Діна та Бублик — діти собак-космонавтів Білки та Казбека, героїв мультфільму «Білка та Стрілка. Зоряні собаки». Їхньою головною мрією є політ на ракеті, заради здійснення якої вони намагаються проникнути на корабель, але натомість потрапляють у різні комічні ситуації, з яких їм вдається вибратися завдяки спільним зусиллям. Крім цього, цуценята часто залучені і в проблеми повсякденного життя, у вирішенні яких вони беруть безпосередню участь. Дія розгортається в СРСР, наприкінці 1960-х, 1970-ті і в середині 1980-х років.

## Персонажі

### Головні
- Рекс — найрозумніший, скромний і сором'язливий, але, попри це, відповідальний і чесний. Цікавиться навколишнім світом та багато читає. Очі блакитні. Темпераментом - флегматик. Носить окуляри. Намагається у всьому бути схожим на свого батька Казбека і мріє потрапити до космосу. Вміє у важких ситуаціях приймати правильне рішення, виявляє ініціативу та винахідливість. На відміну від Діни та Бублика, не хуліганить і поводиться приблизно. Часто буває задумливим та неуважним.
- Бублик — молодший у ній. Самий хуліганістий і пустотливий із цуценят — пряма протилежність Рексу. Постійно потрапляє у смішні ситуації та неприємності через свою жваву вдачу та бажання щось зробити по-своєму. Незважаючи на це, щасливий і може вийти зі складної ситуації завдяки своєму щастю. Рекс і Діна іноді називають його «Баранкою». Прагне залучити Рекса до своїх авантюр. Часто хуліганить на пару зі своєю сестрою Діною.
- Дина — прекрасна з усіх цуценят, весела і життєрадісна. Активна та ініціативна, не дає себе образити, але любить гарно виглядати. Не любить, коли втручаються у її справи, проте найчастіше залучає братів до гри за своїми правилами.
- Білка (повне ім'я — Бела Раймондівна Манежна, у шлюбі — Небалуєва) — циркова акторка. Діяльна та амбітна. Брала участь у космічній програмі, де познайомилася зі своїм майбутнім чоловіком, має нагороди. На Землі любляча і турботлива мати, переживає за своїх дітей, особливо за Діну і Бублика, але іноді (тільки у справі) буває сувора. Любить та глибоко поважає свого чоловіка Казбека.
- Казбек (повне ім'я - Казбек Русланович Небалуєв) - стійкий і хоробрий пес породи німецька вівчарка. Бере участь у тренуваннях майбутніх космонавтів, а іноді й сам літає до космосу. Суворий і відповідальний, іноді схильний до агресії. Дещо сентиментальний, але ретельно це приховує. Вдома—приблизний сім'янин і люблячий батько. Діти слухаються його беззаперечно.
- Стрілка (повне ім'я - Стріла Сиріусівна Космос) - так само, як і її подруга Білка, літала в космос і разом з нею успішно повернулася на Землю. Після подій основного мультфільму її подальша доля майже невідома. У мультсеріалі зустрічається рідко, крім деяких серій (вперше з'явилася в серії «День космонавтики»).
- Веня (повне ім'я — Веніамін Усатович Хвостовський) — звичайна щура. Найкращий друг Білки та Стрілки; літав разом із ними до космосу. Іноді доглядає Рекса, Діну і Бублика, допомагає їм порадами (іноді не зовсім правильними).

### Другорядні
Крім головних, у мультсеріалі є і другорядні персонажі, переважно з першого мультфільму. Найчастіше з'являються:
- Собаки-хулігани: пес Пірат, мопс Муля, Бульдог бульдожиха Буля;
- папуга-какаду Карлуша (він же Карл Іванович; директор цирку, в якому працює Білка), артисти цирку (слон Іван Іванович, ведмідь) Дядя Миша , порося Дядя Вольдемар, мавпа, лев Дядя Льова (Лев Боніфацієвич), зайці, крот);
- людина-собаколів (у серіях «Глибина різкості», «У пошуках папуги» і «Левова частка» у нього з'явився «двійник» — двірник дядько Федя);
- Кіт-психіатр та ін.

У деяких серіях з'являлися нові персонажі: наприклад, голубі Чібіс, Малої і Аркаша і кошеня Лапка (Лапуля) з 4-го випуску. Також з'являлися: кролик-космонавт, міліціонер, руда дівчинка, кохаюча кошенят; бульдожиха Тітка Мотя і такса-родичка Жучка Полканівна (бабуся Діни, Рекса та Бублика).
У серії «Справжній Дід Мороз» з'являється «собачий» Дід Мороз. У серії «Троянський пес» з'являється пес Інокентій (Кеша), який загубився, однак у серії «Актуальне мистецтво» виступає у ролі члена журі, а у серії «Справжня драма» грає автора.

## Білка та Стрілка. Спортивна команда
"Білка та Стрілка. Спортівна команда» — спін-офф «Бешкетна сімейка», знята в 2013—2014 роках і приурочена до зимових Олімпійських ігор 2014. Серіал розповідає про те, що для перемоги недостатньо лише сили, спритності, дисципліни та тренувань. Без любові до спорту, згуртованості, взаємовиручки та поваги до супротивника навіть найталановитіший спортсмен не зможе перемогти.

## Озвучування
| Актор             | Роль                                                                                                 |
| ----------------- | --- |
| Ларіса Брохман    | Рекс, Бублик, Стрілка, бульдожіха Буля, епізодичні та другорядні персонажі                           |
| Ольга Шорохова    | Дина, Білка, епізодичні та другорядні персонажі                                                      |
| Дмитрий Филимонов | Казбек, Веня, Пірат, мопс Муля, Карл Іванович, артисти цирку та інші чоловічі ролі , бульдожиха Буля |
| Діомід Виноградов | Всі чоловічі ролі, бабуся Жучка                                                                      |

## Музичний супровід
Автор музичного супроводу - композитор і диригент Іван Урюпін, який також брав участь у створенні музичного супроводу до основного повнометражного фільму.

## Закриття проєкту
Наприкінці липня 2017 року студія «КіноАтіс» випустила останні серії серіалу, які вийшли в ефір каналу «Карусель» 29 грудня того ж року. Згодом було розпочато зйомки нового мультсеріалу про Білка і Стрілку, не пов'язаного з «Бешкетною сімейкою» — «Таємниці космосу».

## Сезони
| Сезон | Серії              | Прем'єра сезону | Фінал сезону   |
| ----- | ------------------ | --------------- | -------------- |
| 1     | 1-16 (16 серій)    | 11 квітня 2011  | 29 квітня 2011 |
| 2     | 17-29 (13 серій)   | 21 травня 2012  | 7 червня 2012  |
| 3     | 30-44 (15 серій)   | 10 грудня 2012  | 28 грудня 2012 |
| 4     | 45-60 (16 серій)   | 11 березня 2013 | 3 квітня 2013  |
| 5     | 61-80 (20 серій)   | 3 березня 2014  | 3 квітня 2014  |
| 6     | 81-93 (13 серій)   | 13 липня 2015   | 30 липня 2015  |
| 7     | 94-105 (12 серій)  | 11 січня 2016   | 29 січня 2016  |
| 8     | 106-120 (15 серій) | 11 грудня 2017  | 29 грудня 2017 |